# Gisaku
Gisaku es una película animada de 2005 dirigida por Baltasar Pedrosa Clavero. A pesar de ser española, se realizó al estilo del anime japonés, siendo así la primera de su género realizada en Europa.
Se fraguó a partir de un concurso abierto por la Sociedad Estatal para Exposiciones Internacionales (SEEI), con el objetivo de acercar la cultura y realidad española a la sociedad japonesa durante la Exposición Universal de Aichi en 2005.
"Es una manera de vender la imagen de nuestro país con una fórmula diferente", comentó María Jesús Escribano, miembro de la SEEI, organismo que ha coproducido el filme.
Fue presentada oficialmente doblada en japonés en el pabellón de España de la Expo 2005. Se estrenó primero en el "Hispanic Beat Film Festival" en Tokio el 21 de septiembre de 2005. Posteriormente fue estrenada en España el 17 de marzo de 2006.

## Argumento
En algún lugar de España, un samurái espera paciente para cumplir una misión que antaño le fue encomendada: proteger la Llave de Izanagi del mal. La Llave, formada por poderosas piezas, cierra una puerta que franquea el umbral del mundo.
Gisaku es la historia de una lucha entre el bien y el mal, en la que un grupo de personajes muy opuestos deberán trabajar en equipo para impedir a Gorkan, el Señor de las Tinieblas, que cumplan su objetivo: invadir el mundo con sus hordas demoníacas.
En el transcurso de su misión Ricky, Gisaku, Yohei, Linceto y Moira se verán obligados a vencer sus conflictos internos y superar numerosas dificultades.

## Banda sonora
La música de Gisaku fue compuesta por Óscar Araujo.
El tema principal de "Gisaku" está compuesto por Abel Jazz e interpretado por el grupo de "elegant metal rock" DiosA y se titula "Bring it off".

## Reconocimientos
- 2006
  - Goya - Nominación a Mejor Película de Animación

## Curiosidades

### Anacronismos
En la introducción el narrador relata la llegada de Yohei a España como parte de la misión diplomática que, a fin de establecer una relación comercial, envió el fundador de Sendai, Date Masamune. El nombre del Subdelegado es Hasekura Tsunenaga, vasallo de Masamune, quien desembarcó primero en Acapulco, Nueva España, cruzando el océano Pacífico y luego se dirigió hacia Europa para visitar Madrid, España y Roma, Italia, convirtiéndose así en el primer japonés que cruzó el Océano Atlántico. En Italia, a dicha misión se le concedió una audiencia con el sumo pontífice. La Historia sitúa la partida de esta misión en 1613 y el regreso hacia 1620. No obstante al comienzo el narrador sitúa la lucha entre Yohei y el demonio Gorkan en el mismo año 1620 y la llegada de Gisaku a España hacia 1625. Asimismo se sugiere que Yohei conoció a Cervantes pero éste murió en 1616. Se SUGIERE, ya que dice que conoció a su mecenas.